# Vikarfall folkskola
Vikarfall folkskola var den andra folkskolan i Sjundeå i Finland. Den svenskspråkiga skolan grundades år 1884 och skolans första lärare hette Fanny Wiksten. Vikarfall skola byggdes på mark som skänktes av godsägaren Henrik Adlercreutz och ingenjör A. Le Bell år 1884. År 1908 fanns det 18 elever i skolan varav 12 var pojkar och 6 flickor.
Vikarfall skola stängdes 1924. Numera är skolbyggnaden i privat ägo.